# Biologisk skyddsnivå

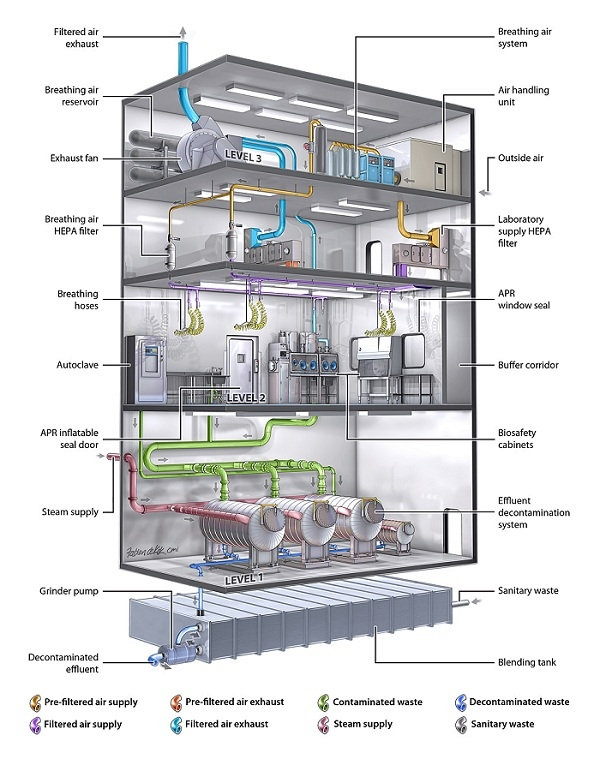
Komponenter i ett laboratorium med skyddsnivå 4 (BSL-4).

Biologisk skyddsnivå (engelska biosafety level) är nivån på inneslutning av biologiska material som en förebyggande åtgärd för att isolera farliga biologiska medel i en sluten anläggning.  Nivån på inneslutning sträcker sig från den lägsta nivån 1 (BSL-1) till den högsta vid nivå 4 (BSL-4).  I USA, anger Centers for Disease Control and Prevention (CDC) dessa nivåer.  Inom Europeiska unionen, definieras samma biosäkerhetsnivåer i ett direktiv.

Skyddsnivå 1 (BSL-1) är den lägsta skyddsnivån vilken avser laboratoriemiljö där man arbetar med smittämnen som utger ingen till minimal risk för infektion hos friska vuxna. Typiska exempel på BSL-1 klassade smittoämnen är en icke-patogen stam av bakterien Escherichia coli och jästsvampen Saccharomyces cerevisiae.
Skyddsnivå 2 (BSL-2) avser laboratoriemiljöer där man hanterar smittoämnen som kan orsaka mild till måttlig sjukdom hos människor. För de flesta BSL-2 klassade smittoämnen finns det effektiv behandling eller profylaktiska åtgärder, som exempelvis vaccin. Haemophilus influenzae, Helicobacter pylori, Epstein-barrvirus och Respiratorisk syncytialvirus (RS-virus) är några få exempel på BSL-2 klassade smittoämnen.
Skyddsnivå 3 (BSL-3) klassad lokal måste vara isolerad från huvudbyggnad och all laboratoriet personal måste bära specifik skyddsutrustning då man i denna miljö hanterar smittämnen som kan orsaka allvarlig till potentiellt dödlig sjukdom hos människa. Precis som för BSL-2 klassade smittämnen finns det ofta effektiv behandling eller profylaktisk behandling såsom vaccin. Till skillnad från BSL-2 klassade ämnen bedöms BSL-3 klassade ämnen ha en större risk att spridas ut till samhället. Virus såsom Rabies lyssavirus, SARS-CoV, SARS-CoV-2, Fästingburen encefalit virus (TBEV), Gula febernvirus och bakterier som exempelvis Bacillus anthracis, Mycobacterium tuberculosis och Salmonella typhi är några exempel på BSL-3 klassade mikroorganismer.
Skyddsnivå 4 (BSL-4), den högsta klassificeringen av biologisk säkerhet avser en laborativ miljö som inkluderar arbete med mycket farliga och ofta exotiska smittoämnen/mikroorganismer. BSL-4 laboratorier ska vara extremt isolerade och förekommer ofta i separata byggnader med en dedikerad till- och frånluft samt vakuumledningar och dekontamineringssystem. Gemensamt för BSL-4 klassade ämnen är att det sällan finns effektiva behandlingar eller vaccin. Efter Ebola utbrottet i Västafrika 2014 har viruset blivit en av det mer kända BSL-4 klassificerade patogen men denna grupp innehåller även smittämnen som Marburgvirus, Krim-Kongo hemorragisk feber och Variolavirus.

## Lista över laboratorier med skyddsnivå 4 (urval)
- Folkhälsomyndighetens laboratorium i Solna. Det enda högsäkerhetslaboratoriet i Norden. För forskning kring och diagnostisering av hemorragiska febrar mm.[5]
- Centers for Disease Control and Prevention (CDC) i Atlanta, Georgia, USA. Många forskningsområden, bland annat finns lager av smittkoppsvirus.[6]
- National Institutes of Health i Bethesda, Maryland, USA
- Philipps-Universität Marburg i Marburg, Tyskland. Fokus på hemorragiska febrar. Se även Marburgvirus.
- Robert Koch-institutet i Berlin, Tyskland.